# Biserica ortodoxă din Ghelari

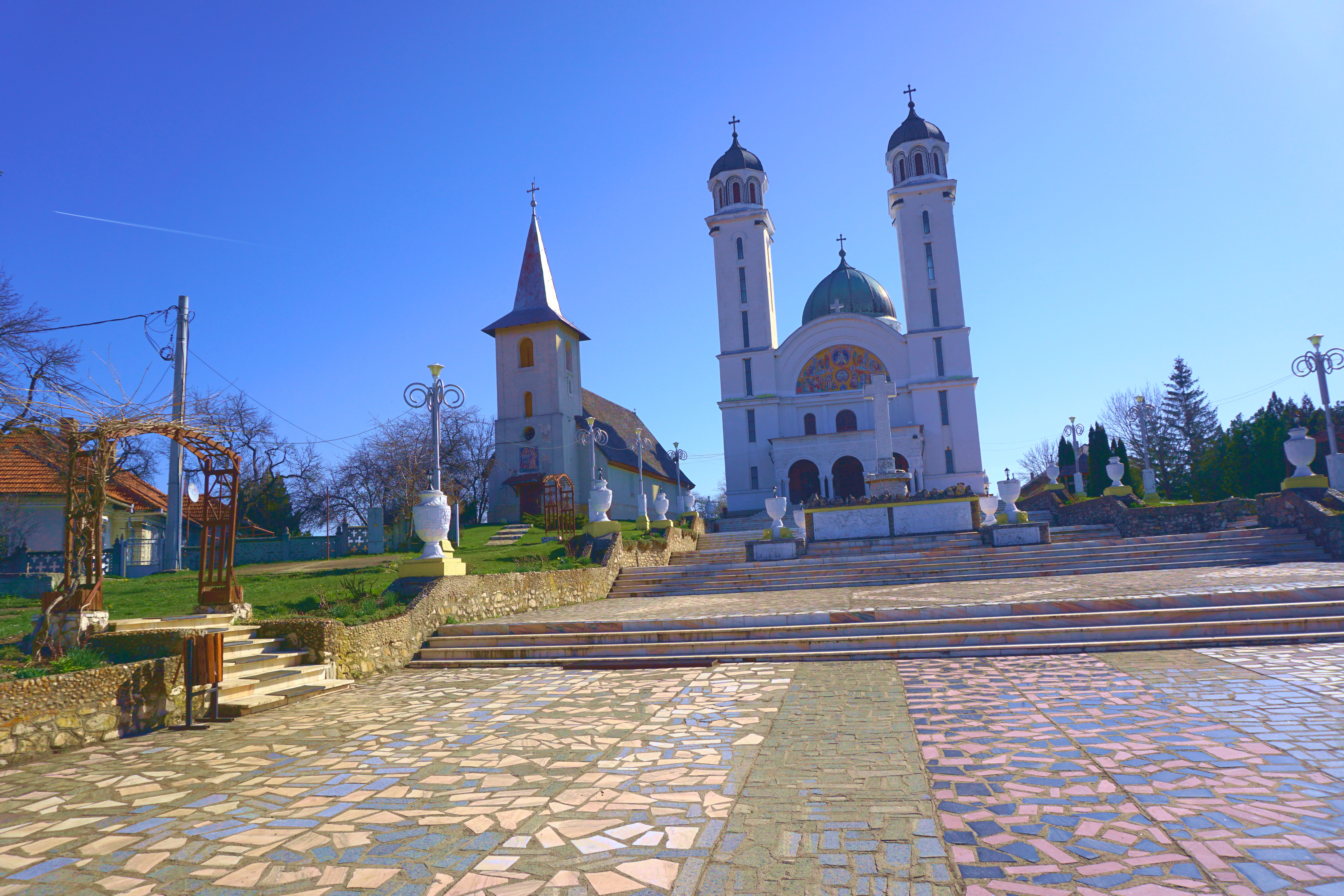
Biserica Ghelari

Biserica Ortodoxă din Ghelari, Hunedoara.
Prima biserică despre care se știe, a fost construită din lemn, însă a fost demolată în secolul al XIX-lea.
În secolul XVIII a fost construită o biserică din piatră, iar mai târziu între anii 1939 și 1973 o biserică monumentală la inițiativa Părintelui Nerva Florea. 

## Biserica din piatră
O altă biserică din piatră (care există și astăzi) a fost ridicată în anul 1770 de feudul din Govăjdia (un sat învecinat), ca mulțumire adusă lui Dumnezeu pentru vindecarea soției sale de o boală grea în urma unei Sf. Taine a Maslului, făcută de preoți ortodocși (religia feudului Berenoi Gheorghe fiind calvină). Pictura are o semnificație aparte: imaginile ilustrând scene din Săptămâna Patimilor, iar ostașii ce-l batjocoresc pe Hristos poartă straiele popoarelor, care au asuprit poporul român din Transilvania  de-a lungul veacurilor.

## Biserica Nouă
Ctitorie a Preotului Nerva Florea.
În anul 1939, noul preot al Ghelarului, având în vedere numărul în creștere al locuitorilor satului a început construcția unei mari și monumentale biserici. Acest preot, Nerva Florea, era originar dintr-un sat din Munții Apuseni.
Sfinția Sa mărturisea că în 1927, când a terminat Institutul Teologic din Sibiu, după absolvire stând pe o bancă din parcul institutului a avut o revelație: un glas exterior conștiinței lui a grăit spunându-i: "unde te duci să zidești o biserică măreață". După aceasta profesorului Nerva i s-a ivit în vis întreaga construcție până în cele mai mici detalii arhitecturale. Ajuns în Ghelar își pune în aplicare "porunca divină", în septembrie 1939 apucându-se de construcția a ceea ce Dânsul numea după viziunea avută "o biserică măreață".
Preotul Nerva Florea a fost acela care a realizat proiectul, a supravegheat ridicarea biserici, totul făcându-se conform revelației divine. Așa se explică faptul că a fost singurul "inginer" al șantierului de construcție.
Biserica a fost ridicată pe locul numit "Deal" în centrul satului lângă vechea biserică din piatră. A fost nevoie de 100 kg. de dinamită pentru a se nivela locul de construcție, acesta fiind muchia unui deal de piatră.
În septembrie 1939 se pune piatra de temelie a bisericii, săpându-se fundația. Din nevoie de bani s-a organizat în comună un cor mixt care împreună cu fanfara Ghelarului (înființată la sfârșitul sec. al XIX-lea) a făcut un tur al țării, pe la marile întreprinderi pentru a strânge banii necesari construcției. Până în anul 1945 zidurile bisericii erau înălțate la cota 3m. În perioada 1945-1955 lucrările la biserică s-au oprit datorită prigoanei comuniste căreia i-a căzut pradă și preotul Nerva. Acesta a fost arestat (nu i s-au putut pune cătușele pe mâini pentru că nu se închideau) și întemnițat, dar eliberat pentru că nu i s-au putut găsi acuzații.
Din 1955 s-au reluat lucrările, biserica fiind terminată în 1973 când, la 3 nov., a fost sfințită.
Construcția este făcută din cărămidă cu zidurile de peste 1 m grosime, stilul de construcție fiind cel de "cruce cerească". Arhitectura îmbină mai multe stiluri, specialiștii neputându-se pronunța. Este un stil propriu.
Biserica are șapte turle, două în față cu o înălțime de 47 m, cel mai impunător fiind cel din mijlocul bisericii-cupolă. Sacrificiile localnicilor pentru construcția bisericii au fost multe.
Materialele se aduceau cu trenul până la baza dealului pe care este așezat Ghelarul, iar de acolo cu carul cu boi. Alteori se trăgeau cu un plan înclinat, erau transportate din nou cu trenul prin galeriile de mină, apoi cu un funicular (construit special) până aproape de biserică, apoi cu căruța până la locul construcției, aceasta pentru că singura cale de comunicație cu orașul Hunedoara (aflat la 18 km) era cel menționat. Ulterior s-a construit o șosea ce leagă Ghelarul de Hunedoara (1958).

### Pictura
Fresca în stil "buno fresco" a fost realizată pe aproximativ 4000 de metri pătrați. Fiecare sfânt pictat 'se orientează' în funcție de persoana care îl privește. Iconostasul este poleit în aur, la fel ca și icoanele, folosindu-se peste 4 kg de aur pentru această operațiune.
Pictorul principal al bisericii a fost Constantin Nițulescu. Pictarea bisericii a durat șapte ani (1960-1967), în ciuda faptului că la realizarea ei au lucrat cinci pictori.

### Sculptura
Realizată din stejar masiv, a fost realizată integral de artistul Ioan Cristea.
Începând cu anul 1980 biserica a început să resimtă mișcările de teren, datorate exploatării miniere de adâncime.  Au apărut lungi crăpături pe pereții bisericii. Singura soluție de stopare a efectelor mișcărilor era consolidarea, la care preotul Florea a trecut imediat. Mai întâi s-a consolidat întregul teren prin injectarea de ciment prin crăpăturile existente, apoi consolidarea bisericii prin strângerea ei într-o centură de beton armat.
Odată cu moartea Sfinției Sale s-au stins multe din planurile de amenajare a bisericii. Consolidarea pe verticală nu a mai fost începută, datorită lipsei de fonduri, iar planurile gândite de preotul Florea sunt astăzi irealizabile datorită prețurilor exagerate.
Viziunea dânsului era să îmbrace biserica în pictură de mozaic, să fie înconjurată de șapte fântâni arteziene, iar intrarea somptuoasă să fie placată cu marmura albă.
În anul 2004 în urma demersurilor făcute de preotul paroh Vlad Vasile și alte oficialități, biserica intră în programul guvernamental de restaurare și se investesc peste 20 miliarde de lei vechi. Restaurarea face ca întreaga structură de rezistență să fie consolidată, făcându-se injecții de beton de mare adâncime în tot dealul pe care este zidită biserica. După restaurare biserica este zugravită pe exterior și sunt pictați heruvimi pe pereții turlelor. Astfel, biserica arată la fel ca în visele părintelui Florea.
Scările de la intrarea în biserică cât și întreaga biserică sunt pavate cu marmură, iar icoana de pe cupola de la intrarea în biserică este realizată din mozaic.